# Division 2 1974/75
Die Division 2 1974/75 war die 36. Austragung der zweithöchsten französischen Fußballliga. Es handelte sich seit 1970 um eine offene Meisterschaft mit Profis und Amateuren. Zweitligameister wurde die AS Nancy.

## Vereine
Teilnahmeberechtigt waren die 26 Vereine, die nach der vorangegangenen Spielzeit weder in die erste Division auf- noch in die dritte Liga (National) abgestiegen waren; dazu kamen drei Erstligaabsteiger und sechs Aufsteiger aus der National. Diese 35 Teilnehmer spielten in zwei überwiegend nach regionalen Gesichtspunkten eingeteilten Gruppen (eine mit Mannschaften aus dem Norden und Westen sowie eine mit Teams aus dem Süden und Osten).
Somit spielten in dieser Saison folgende Mannschaften um die Meisterschaft der Division 2:
- Gruppe A: US Dunkerque, SC Hazebrouck, US Grand Boulogne, US Valenciennes-Anzin, AC Cambrai, Aufsteiger SC Amiens, Absteiger CS Sedan, FC Rouen, CA Mantes, Absteiger Paris FC, Entente Bagneaux-Fontainebleau-Nemours, Aufsteiger AJ Auxerre, FC Gueugnon, Stade Laval, Aufsteiger Stade Quimper, Stade Brest, FC Lorient, AS Angoulême
- Gruppe B: EAC Chaumont, Absteiger AS Nancy, Aufsteiger SAS Épinal, FC Mulhouse, EDS Montluçon, Racing Club Franc-Comtois Besançon, Aufsteiger FC Tours, AAJ Blois, LB Châteauroux, FC Bourges, US Toulouse, AS Béziers, FC Sète, Olympique Avignon, Aufsteiger FC Martigues, SC Toulon, AS Cannes

Aufstiegsberechtigt waren die jeweiligen Gruppenersten sowie der Gewinner der Play-offs zwischen den beiden Zweitplatzierten. Eine Relegation zwischen den am schlechtesten platzierten Erstligisten, die nicht direkt abstiegen, und den besten, nicht direkt aufstiegsberechtigten Zweitligisten gab es auch diesmal nicht.

## Saisonverlauf
Jede Mannschaft trug gegen jeden Gruppengegner ein Hin- und ein Rückspiel aus, einmal vor eigenem Publikum und einmal auswärts. Es galt die Zwei-Punkte-Regel; bei Punktgleichheit gab die Tordifferenz und, falls auch diese gleich sein sollte – wie in diesem Jahr zwischen Tours und Chaumont –, die höhere Zahl erzielter Treffer den Ausschlag für die Platzierung. Einen zusätzlichen Bonuspunkt erhielt jede Mannschaft unabhängig vom Spielausgang für jedes Spiel, in dem sie mindestens drei Tore geschossen hatte, ebenso für jeden Sieg mit zwei oder mehr Treffern Unterschied; dadurch sollte der Angriffsfußball gefördert werden. In Frankreich wird bei der Angabe des Punktverhältnisses ausschließlich die Zahl der Pluspunkte genannt; hier geschieht dies in der in Deutschland zu Zeiten der 2-Punkte-Regel üblichen Notation.
Anders als im Vorjahr wirkte sich die Bonusregel diesmal auch auf die relevanten Saisonentscheidungen aus. Hätte der Verband alleine die in den Spielen erreichten Zähler nach der 2-1-0-Wertung, also ohne Bonuspunkte, berücksichtigt, hätten die beiden direkten Aufsteiger nicht Valenciennes und Nancy, sondern Rouen und Toulon geheißen. So aber mussten die Normannen in die Play-offs – in denen sie dann scheiterten –, und die Südfranzosen erhielten aufgrund ihrer schlechteren Tordifferenz gegenüber Avignon nicht einmal diese „letzte Chance“. In der Abstiegsfrage hingegen wirkte sich der Bonus nicht entscheidend aus, wenngleich Mulhouse dabei das Glück hatte, dass aus Gruppe B nur zwei statt der üblichen drei Mannschaften den Gang in die dritte Liga antreten mussten. Von den sechs Neulingen in der Division 2 hielten fünf die Klasse – lediglich Quimper erwies sich schon frühzeitig als zu schwach, um mithalten zu können –, während der Erstligaabsteiger aus Paris nur knapp dem „Durchmarsch“ aus der ersten in die dritte Division entging.
In den 578 Begegnungen wurden 1.554 Treffer erzielt; das entspricht einem Mittelwert von knapp 2,7 Toren je Spiel und somit – trotz des Versuchs zur Belohnung einer offensiven Spielweise – einen geringfügigen Rückgang gegenüber der Vorsaison. Erfolgreichste Torschützen waren in Gruppe A Georg Tripp aus Laval mit 25 und in Gruppe B Joaquim Martínez vom Meister Nancy mit 26 Treffern; Letzterer gewann damit die Liga-Torjägerkrone. In Martínez’ Elf stand mit dem 19-jährigen Talent Michel Platini ein weiterer, sehr torgefährlicher Spieler.
Zur folgenden Spielzeit kamen mit SCO Angers, Stade Rennes und dem Red Star FC drei Absteiger aus der Division 1 hinzu. Aus der dritthöchsten Liga stiegen sechs Mannschaften direkt auf, von denen Stade Malherbe Caen, Gazélec FC Ajaccio und die Jeune Garde Athlétique Nevers schon Zweitligaerfahrungen aufzuweisen hatten, während die Union Sportive Municipale Malakoff, Stade Olympique Cholet und Sports Réunis Saint-Dié absolute Neulinge auf diesem Niveau waren.

## Abschlusstabellen

### Gruppe A
| Pl. | Verein                   | Sp. | S  | U  | N  | Tore    | Diff. | Punkte | Bonus | Gesamt |
| --- | ------------------------ | --- | -- | -- | -- | ------- | ----- | ------ | ----- | ------ |
| 1.  | US Valenciennes-Anzin    | 34  | 19 | 9  | 6  | 059:270 | +32   | 47:21  | 6     | 53     |
| 2.  | FC Rouen                 | 34  | 19 | 10 | 5  | 059:340 | +25   | 48:20  | 4     | 52     |
| 3.  | FC Lorient               | 34  | 18 | 8  | 8  | 050:310 | +19   | 44:24  | 2     | 46     |
| 4.  | CS Sedan (A)             | 34  | 18 | 8  | 8  | 057:400 | +17   | 44:24  | 2     | 46     |
| 5.  | FC Gueugnon              | 34  | 13 | 13 | 8  | 046:310 | +15   | 39:29  | 4     | 43     |
| 6.  | US Dunkerque             | 34  | 17 | 8  | 9  | 046:400 | +6    | 42:26  | 0     | 42     |
| 7.  | AS Angoulême             | 34  | 13 | 9  | 12 | 056:500 | +6    | 35:33  | 5     | 40     |
| 8.  | SC Amiens (N)            | 34  | 15 | 6  | 13 | 042:410 | +1    | 36:32  | 3     | 39     |
| 9.  | US Grand Boulogne        | 34  | 13 | 8  | 13 | 040:330 | +7    | 34:34  | 3     | 37     |
| 10. | AJ Auxerre (N)           | 34  | 14 | 8  | 12 | 036:310 | +5    | 36:32  | 1     | 37     |
| 11. | Stade Laval              | 34  | 14 | 5  | 15 | 050:460 | +4    | 33:35  | 3     | 36     |
| 12. | EB Fontainebleau-Nemours | 34  | 11 | 9  | 14 | 043:530 | −10   | 31:37  | 3     | 34     |
| 13. | Stade Brest              | 34  | 10 | 10 | 14 | 050:520 | −2    | 30:38  | 3     | 33     |
| 14. | SC Hazebrouck            | 34  | 8  | 12 | 14 | 030:490 | −19   | 28:40  | 2     | 30     |
| 15. | Paris FC (A)             | 34  | 11 | 8  | 15 | 031:540 | −23   | 30:38  | 0     | 30     |
| 16. | AC Cambrai               | 34  | 6  | 11 | 17 | 035:500 | −15   | 23:45  | 2     | 25     |
| 17. | Stade Quimper (N)        | 34  | 6  | 9  | 19 | 040:690 | −29   | 21:47  | 2     | 23     |
| 18. | CA Mantes                | 34  | 4  | 9  | 21 | 031:700 | −39   | 17:51  | 0     | 17     |

Platzierungskriterien: 1. Punkte – 2. Tordifferenz – 3. geschossene Tore

| (A) | Absteiger aus der Division 1 1973/74 |
| (N) | Neuaufsteiger                        |

### Gruppe B
| Pl. | Verein             | Sp. | S  | U  | N  | Tore    | Diff. | Punkte | Bonus | Gesamt |
| --- | ------------------ | --- | -- | -- | -- | ------- | ----- | ------ | ----- | ------ |
| 1.  | AS Nancy (A)       | 32  | 17 | 8  | 7  | 073:340 | +39   | 42:22  | 10    | 52     |
| 2.  | Olympique Avignon  | 32  | 16 | 9  | 7  | 057:310 | +26   | 41:23  | 5     | 46     |
| 3.  | SC Toulon          | 32  | 18 | 8  | 6  | 044:220 | +22   | 44:20  | 2     | 46     |
| 4.  | AS Cannes          | 32  | 16 | 7  | 9  | 056:370 | +19   | 39:25  | 5     | 44     |
| 5.  | EDS Montluçon      | 32  | 14 | 12 | 6  | 040:350 | +5    | 40:24  | 1     | 41     |
| 6.  | US Toulouse        | 32  | 13 | 10 | 9  | 049:480 | +1    | 36:28  | 3     | 39     |
| 7.  | FC Martigues (N)   | 32  | 13 | 9  | 10 | 047:440 | +3    | 35:29  | 2     | 37     |
| 8.  | FC Sète            | 32  | 9  | 11 | 12 | 038:370 | +1    | 29:35  | 3     | 32     |
| 9.  | Racing FC Besançon | 32  | 11 | 7  | 14 | 048:520 | −4    | 29:35  | 3     | 32     |
| 10. | LB Châteauroux     | 32  | 11 | 8  | 13 | 041:440 | −3    | 30:34  | 1     | 31     |
| 11. | FC Tours (N)       | 32  | 10 | 9  | 13 | 041:500 | −9    | 29:35  | 2     | 31     |
| 12. | EAC Chaumont       | 32  | 10 | 9  | 13 | 038:470 | −9    | 29:35  | 2     | 31     |
| 13. | AS Béziers         | 32  | 10 | 7  | 15 | 049:600 | −11   | 27:37  | 3     | 30     |
| 14. | FC Mulhouse        | 32  | 8  | 10 | 14 | 046:570 | −11   | 26:38  | 3     | 29     |
| 15. | SAS Épinal (N)     | 32  | 8  | 12 | 12 | 032:520 | −20   | 28:36  | 0     | 28     |
| 16. | FC Bourges         | 32  | 7  | 11 | 14 | 026:370 | −11   | 25:39  | 2     | 27     |
| 17. | AAJ Blois          | 32  | 4  | 7  | 21 | 028:660 | −38   | 15:49  | 4     | 19     |

Platzierungskriterien: 1. Punkte – 2. Tordifferenz – 3. geschossene Tore

| (A) | Absteiger aus der Division 1 1973/74 |
| (N) | Neuaufsteiger                        |

## Ermittlung des Meisters
Die beiden Gruppensieger trafen in Hin- und Rückspiel aufeinander, um den diesjährigen Meister der Division 2 zu ermitteln. Die AS Nancy erreichte zunächst bei der US Valenciennes-Anzin ein 0:0, gewann das Rückspiel vor eigenem Publikum mit 4:0 und sicherte sich somit den Meistertitel.
| Gruppe A              | Gesamt | Gruppe B | Hinspiel | Rückspiel |
| --------------------- | ------ | -------- | -------- | --------- |
| US Valenciennes-Anzin | 0:4    | AS Nancy | 0:0      | 0:4       |

## Relegation
Nach dem gleichen Modus kämpften die beiden Gruppenzweiten um einen weiteren Aufstiegsplatz in die höchste Spielklasse. Olympique Avignon legte im Hinspiel einen 3:0-Erfolg vor und unterlag anschließend beim FC Rouen nur mit 0:2. Damit gelang den Südfranzosen zum ersten Mal in ihrer Vereinsgeschichte der Aufstieg in die erste Liga, nachdem sie daran in den zurückliegenden Jahren wiederholt nur knapp gescheitert waren.
| Gruppe B          | Gesamt | Gruppe A | Hinspiel | Rückspiel |
| ----------------- | ------ | -------- | -------- | --------- |
| Olympique Avignon | 3:2    | FC Rouen | 3:0      | 0:2       |